# Rateb Al-Awadat
Rateb Al-Awadat (Amman, 13 ottobre 1970 – 26 marzo 2021) è stato un calciatore giordano, di ruolo difensore.

## Caratteristiche tecniche
Era un terzino sinistro.

## Carriera

### Nazionale
Ha debuttato in Nazionale il 15 marzo 2000, nell'amichevole Giordania-Bosnia ed Erzegovina (1-2). Ha messo a segno la sua prima rete con la maglia della Nazionale il 3 maggio 2001, in Giordania-Taiwan (6-0), siglando la rete del momentaneo 4-0 al minuto 85. Ha partecipato, con la Nazionale, alla Coppa d'Asia 2004. Ha collezionato in totale, con la maglia della Nazionale, 29 presenze e una rete.

## Palmarès

### Club

#### Competizioni nazionali
- Campionato giordano di calcio: 5

Al-Faisaly: 1999, 2000, 2001, 2002-2003, 2003-2004
- Coppa della Giordania: 5

Al-Faisaly: 1999, 2001, 2002-2003, 2003-2004, 2004-2005
- Supercoppa della Giordania: 3

Al-Faisaly: 2002, 2004, 2006
- Jordan FA Shield: 1

Al-Faisaly: 2000-2001

#### Competizioni internazionali
- Coppa dell'AFC: 2

Al-Faisaly: 2004-2005, 2005-2006